# George Francis Hill
Sir George Francis Hill (Berhampur, 1867 – Londra, 1948) è stato un bibliotecario e numismatico britannico.
È stato direttore e primo bibliotecario del British Museum (1931–1936). Era uno specialista in medaglistica del rinascimento.

## Primi anni
George Hill era nato in India. Il nonno, Micaiah Hill, aveva fondato là una sede della London Missionary Society ed il padre di George, Samuel John Hill, was stationed and where he was born.  Frequentò il Blackheath College (noto in seguito come Eltham College), in seguito la University College di Londra, e infine il Merton College a Oxford. Studiò con Percy Gardner al Merton College, per un first class degree in cultura classica. Qui cominciò anche ad interessarsi di numismatica.

## Carriera
Nel 1893, Hill entrò al British Museum, nel dipartimento "Coins and Medals".  In quel periodo il dipartimento era il centro degli studi delle monete greche.  Hill continuò il lavoro di Barclay Head e di Reginald Poole; nel 1897 pubblicò un volume del catalogo delle antiche monete greche posseduto dal museo, riguardante le monete di Licia, Pamfilia e Pisidia. Hill in seguito redasse cataloghi per molte delle collezioni numismatiche del British Museum. Nel 1912 divenne conservatore del dipartimento.
Nel 1931 fu nominato direttore e "Principal Librarian" del British Museum.  Come direttore acquistò il Codex Sinaiticus dall'Unione sovietica e, assieme al Victoria and Albert Museum, la collezione di antichità orientali di George Eumorfopoulus.
Nel 1915 gli fu conferita la medaglia della Royal Numismatic Society. Hill fu responsabile del Journal of Hellenic Studies. Fu nominato sir nel 1933.

## Vita privata
Nel 1924 sposò Mary Paul i cui genitori vivevano a Roma.
Si ritirò nel 1936.